# 科勒公司
科勒公司 (Kohler Co.)，簡稱科勒或Kohler，是一家由John Michael Kohler在1873年成立的美國制造公司，其現今總部位於威斯康辛州柯勒。
科勒以其配管工程產品最為人知，但亦有生產家具、櫃、磁磚、发动机及发电机。旗下Destination Kohler亦有經營酒店產業於美國及蘇格蘭。

## 產品

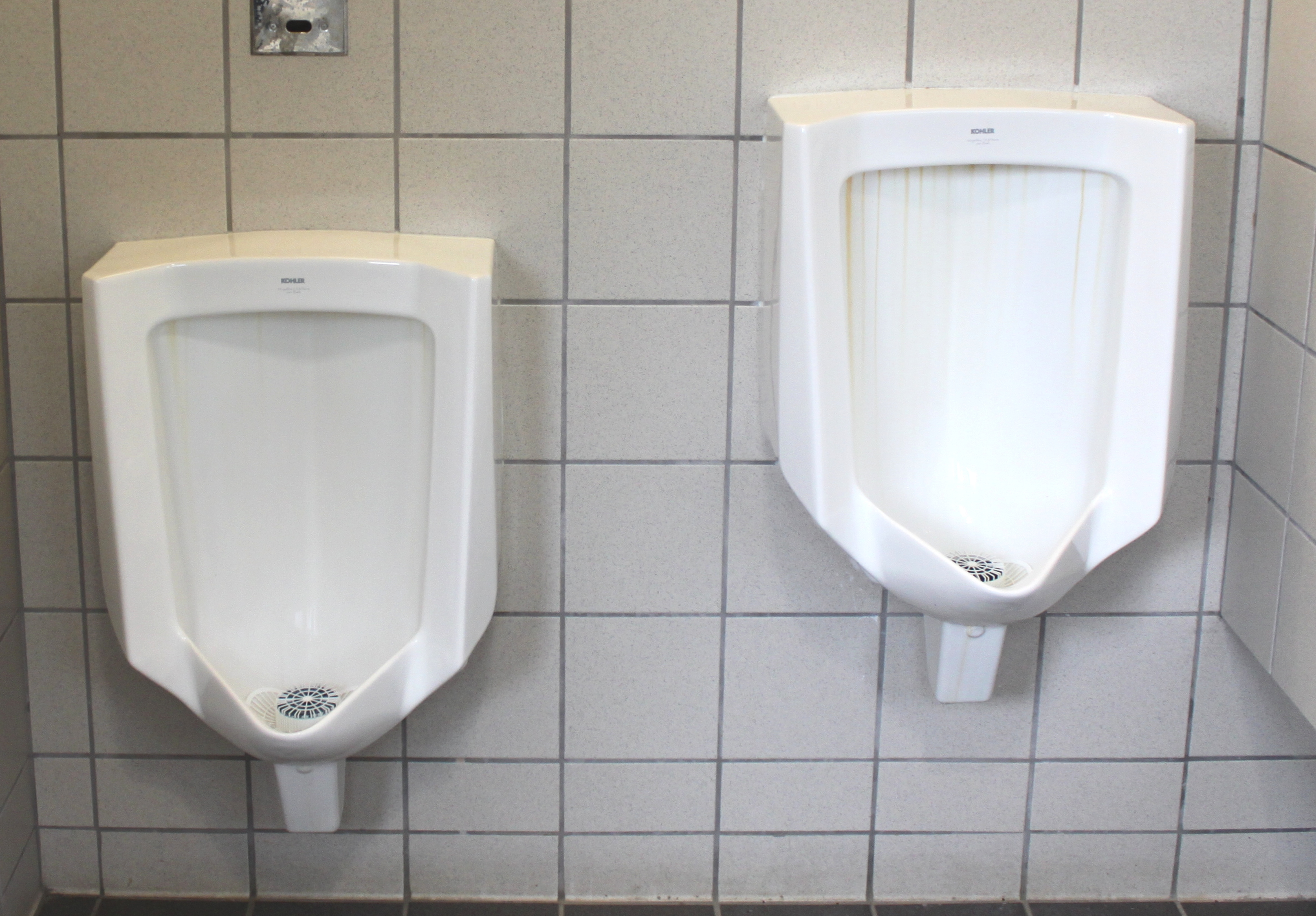
柯勒"Bardon"小便斗

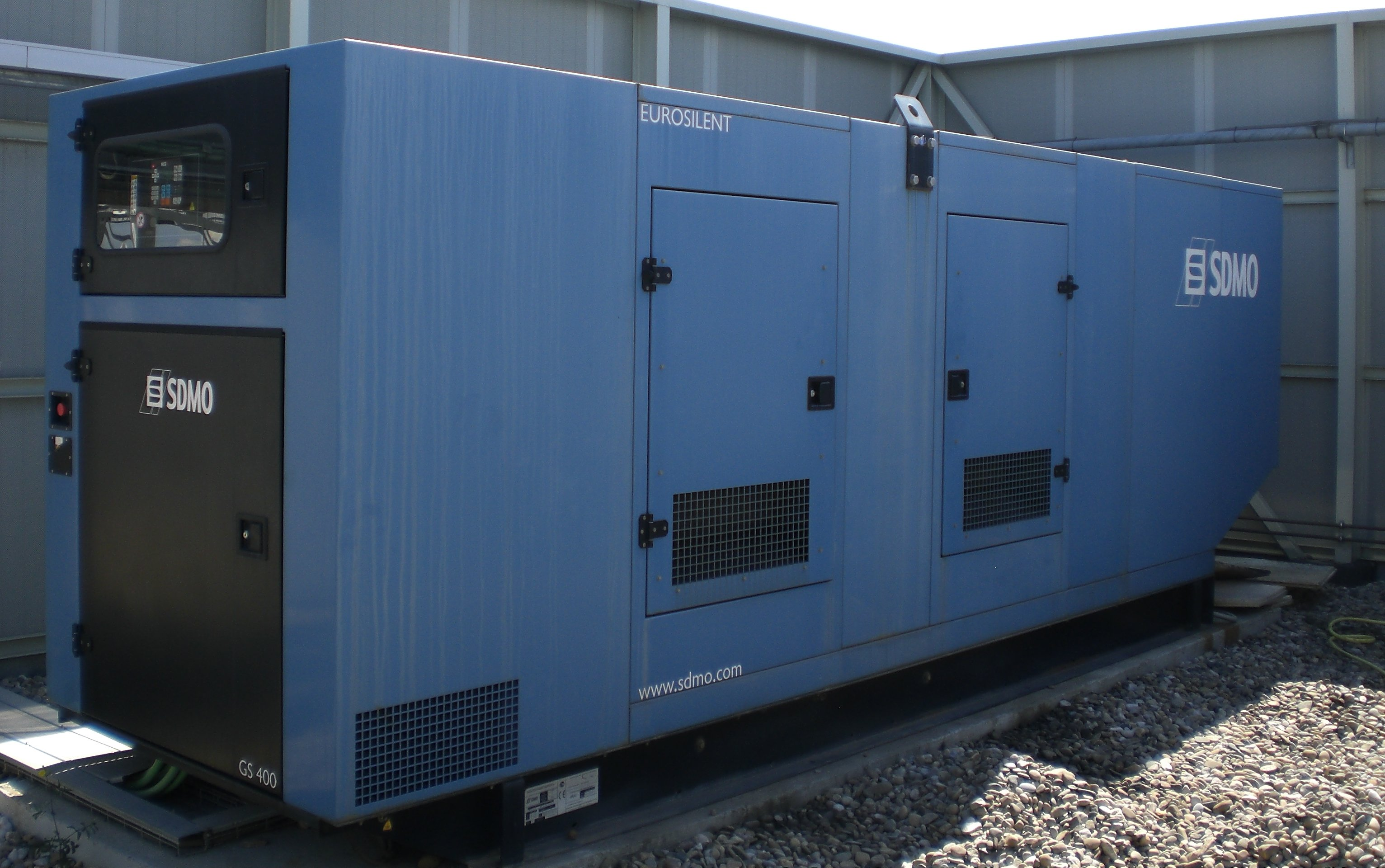
由SDMO Industries生產的發電機 GS 400

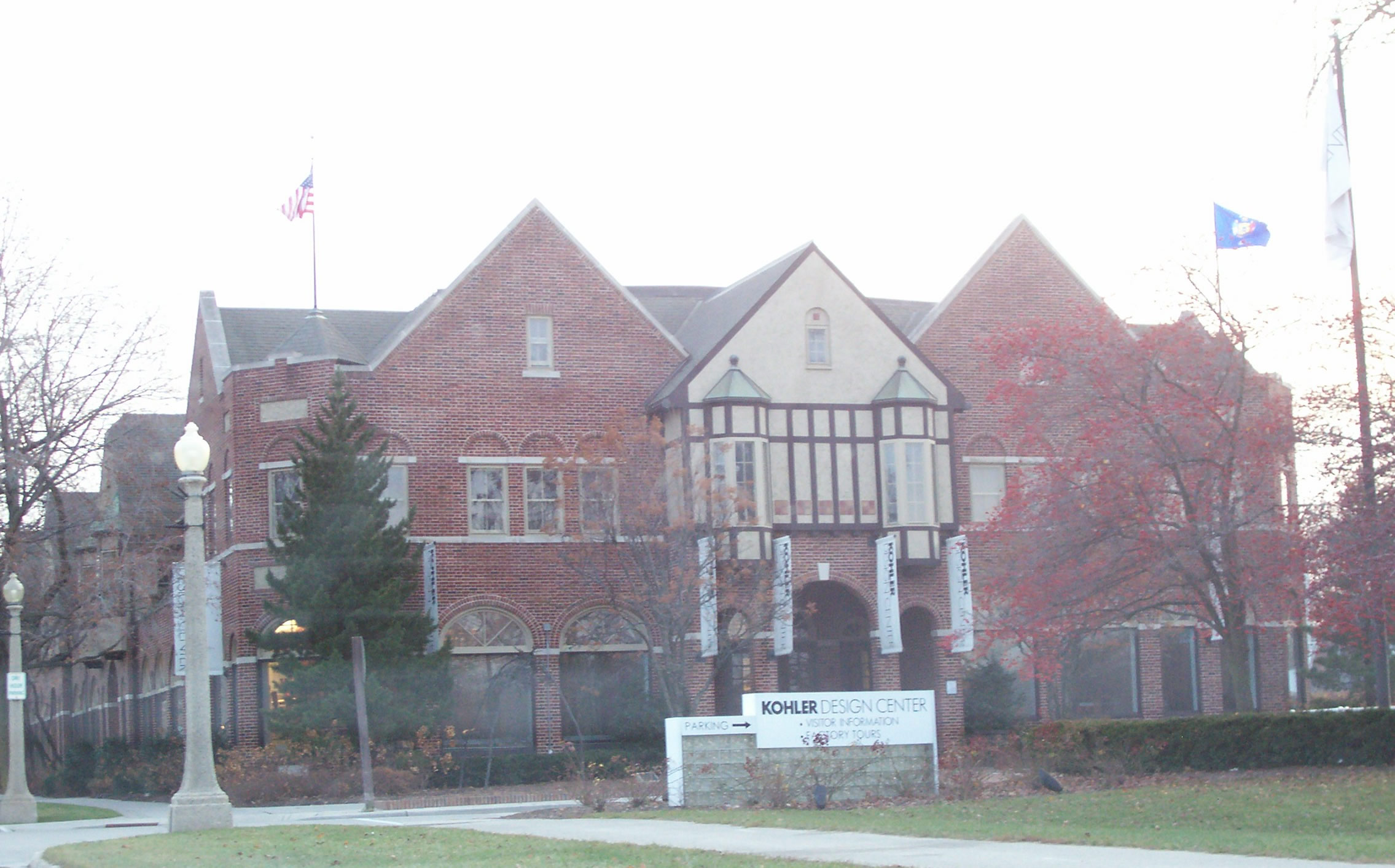
柯勒設計中心

科勒的浴室和廚房用具可在美國的五金和家居用品店以及科勒廚房和浴室經銷商購買。科勒仍在製造在美國已日益少見的傳統鑄鐵浴缸。除了住宅產品，科勒還生產了一系列商用浴室設備。該公司還有製做藝術性的客製化商品，如手繪盥洗盆和馬桶。科勒被“建築師雜誌”(The Builder Magazine)稱譽為“浴室配件”類別中的“最多使用者”和“最佳品質”的品牌，亦於浴室配件”和“Whirlpool浴廁”類別中“品牌熟悉度”、“最多使用者”和“質量評級”名列前茅。
科勒還生產各種小型工業發動機。傳統上，該公司生產汽油發動機；然而，該公司在購買意大利企業Lombardini後開始擴大業務範圍；現有提供馬力高達134HP的柴油發動機。科勒發動機為多種設備提供動力，如水泵或越野車。全球電力集團(英語 : The Global Power group)製有不同尺寸的發電機。科勒自1920年開始提供住宅備用發電機。
2007年，科勒在中國成立一家合資企業重庆科勒银翔有限公司，並生產小型汽油發動機。科勒的英國子公司是位於切爾滕納姆的Kohler Mira Ltd，以生產Mira Showers聞名。
從那時起，該公司一直在消費市場的家具、櫥櫃和瓷磚以及工業市場的發動機和發電機領域不斷擴張。該公司的科勒內飾部門包括貝克家具(Baker Furniture)、麥圭爾家具(McGuire Furniture)、卡利斯塔(Kallista)、安薩克斯瓷磚(Ann Sacks Tile)和馬克大衛(Mark David)。
從1873年的威斯康辛鄉村的小工廠至今，業務範圍涵蓋6大洲、全球有超過50個工廠，已是全球最大衛浴品牌之一－2000年收購紐西蘭大型衛浴壓克力材料品牌- Engliefield、2001年收購英國頂尖龍頭品牌- Mira、2002年收購泰國頂尖衛浴品牌-Karat、2011年收購南韓頂尖免治馬桶品牌- Novita，多品牌的收購更加多元了Kohler的產品線。
科勒在科勒村的科勒設計中心展出了許多產品。

## 图像

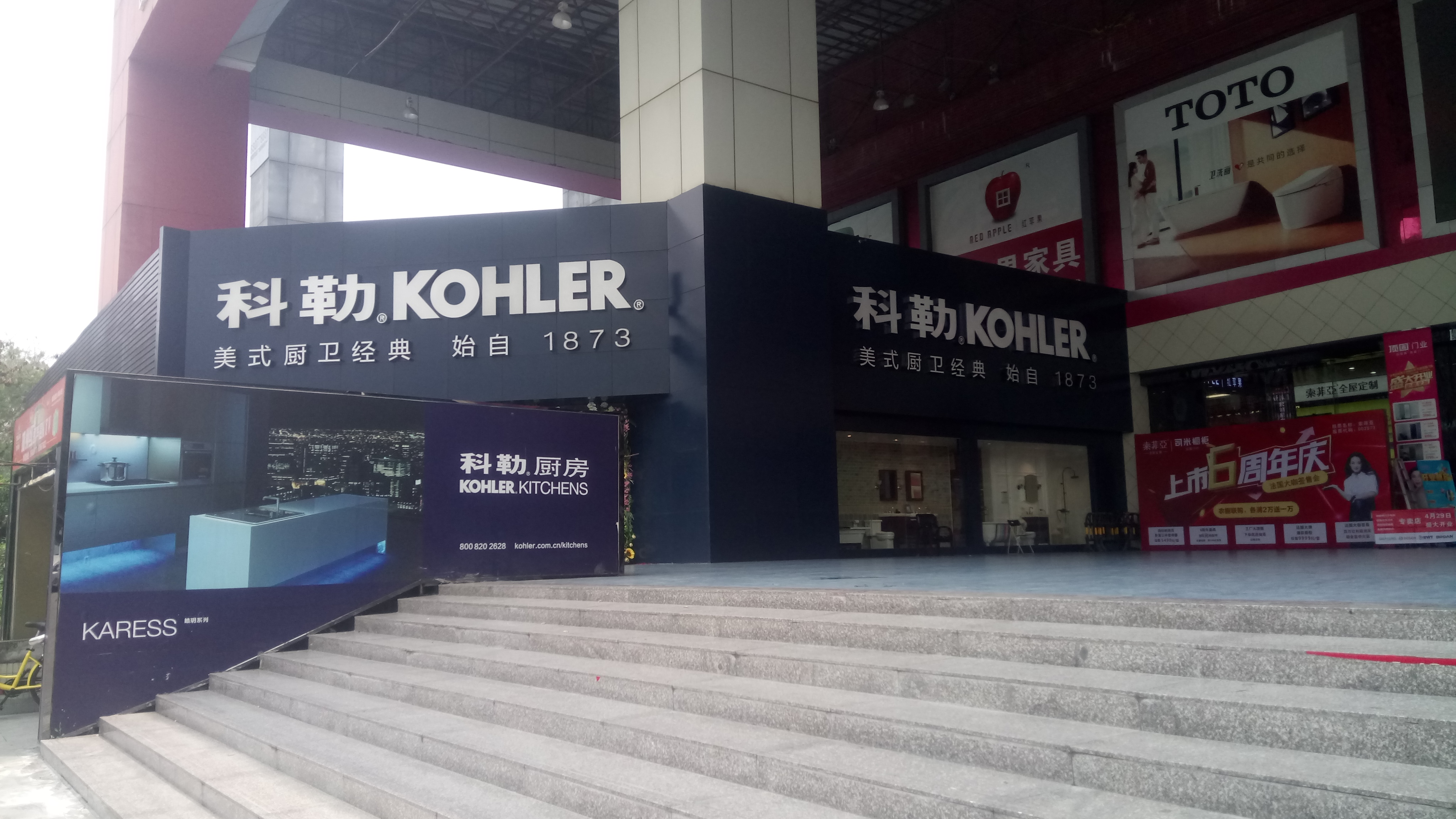
深圳科勒店

## 連結
- 科勒中国官方网站 （页面存档备份，存于）
- KOHLER 台灣